# Kelvin Banks Jr.
Kelvin Banks Jr. (10 marzo 2004) è un giocatore di football americano statunitense che milita nel ruolo di offensive tackle per i New Orleans Saints della National Football League (NFL).

## Carriera universitaria
Banks si iscrisse a Texas nel luglio 2022, venendo nominato tackle sinistro titolare già prima dell'inizio della sua prima stagione. A fine anno fu semifinalista dello Shaun Alexander Award come miglior debuttante, mentre la stagione seguente fu inserito nella formazione ideale della Big 12 Conference. Nel 2024 fu inserito nella formazione ideale della Southeastern Conference e vinse il Jacobs Blocking Trophy e il Lombardi Award, come miglior uomo di linea del college football. Vinse anche l'Outland Trophy come miglior uomo di linea interna e fu premiato unanimemente come All-American.

## Carriera professionistica

### New Orleans Saints
Banks era considerato uno dei migliori offensive tackle selezionabili nel Draft NFL 2025. Il 25 aprile fu chiamato come nono assoluto dai New Orleans Saints.